# Lactance Allard

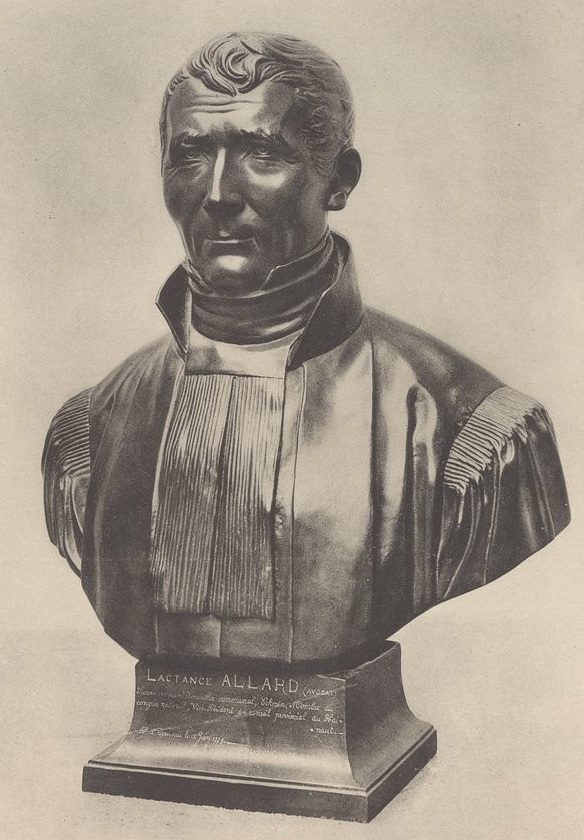

Lactance Louis Joseph Allard (Doornik, 12 juni 1779 - 29 september 1844) was lid van het Belgisch Nationaal Congres.

## Levensloop
Allard was de zoon van de meester-schaliedekker Louis-Lactance Allard en van Henriette Derveau.
Hij deed studies in het Sint-Pauluscollege in Doornik en daarna aan de universiteit van Leuven. Zijn studies werden onderbroken door de afschaffing van de universiteit op 27 oktober 1797. Dan organiseerde hij maar zelf zijn studies in de wijsbegeerte en het recht. In 1803 werd hij aanvaard als pleitbezorger bij de rechtbank van Doornik en in 1805 behaalde hij zijn licentiaat in de rechten aan de École de Droit in Parijs en werd advocaat. In het jaar 1803 was hij ook in het huwelijk getreden met de Doornikse handelaarster Romaine Drogart (°1783).
In 1821 werd hij tot gemeenteraadslid van Doornik verkozen en op 1 oktober 1830, toen de revolutie zich manifesteerde, werd hij schepen.
Kort daarop werd hij verkozen tot lid van het Nationaal Congres. Hij liet zich opmerken, samen met François Du Bus doordat ze bepleitten dat het arrondissement Doornik tot een tiende provincie zou worden georganiseerd. Die slag haalden ze niet thuis. Hij deed voor het overige geen tussenkomsten in de openbare zittingen en stemde meestal met de meerderheid: voor de onafhankelijkheidsverklaring, voor de eeuwige uitsluiting van de Nassaus, voor regent Surlet de Chokier, voor Leopold van Saksen Coburg en voor de aanvaarding van het Verdrag der XVIII artikelen. De enige keer dat hij niet met de meerderheid stemde was in de eerste ronde, begin februari, voor een staatshoofd. Hij stemde niet voor de hertog van Orléans maar voor de hertog van Leuchtenberg.
In 1836 werd hij provincieraadslid voor Henegouwen en werd er vicevoorzitter. Na 1840 verzaakte hij aan politieke activiteiten en keerde voltijds naar de balie terug.